# Demolition (film)
Demolition is een Amerikaanse film uit 2015 onder regie van Jean-Marc Vallée. De film ging in première op 10 september als openingsfilm op het 40ste Internationaal filmfestival van Toronto.

## Verhaal
Davis Mitchell (Jake Gyllenhaal) is een jonge bankier die worstelt met zichzelf nadat zijn vrouw omgekomen is tijdens een auto-ongeval. Zijn schoonvader zet hem onder druk om zijn leven terug op de rails te zetten, echter zonder resultaat. Davis schrijft een klachtenbrief naar een automatenbedrijf en er volgen nog meerdere brieven over en weer waarbij hij meer en meer over zijn privéomstandigheden onthult. Deze brieven trekken de aandacht van Karen (Naomi Watts), die de klantenservice vertegenwoordigt en ondanks haar eigen emotionele en financiële moeilijkheden, ontstaat een band tussen hen beiden. Karen en haar zoon Chris helpen Davis zijn leven herop te bouwen maar dan moet hij eerst zijn huidige leven volledig achter zich laten.

## Rolverdeling
| Acteur          | Personage      |
| --------------- | -------------- |
| Jake Gyllenhaal | Davis Mitchell |
| Naomi Watts     | Karen Moreno   |
| Chris Cooper    | Phil           |
| Heather Lind    | Julia          |
| Judah Lewis     | Chris Moreno   |